# Andrzej Micewski
Andrzej Micewski (ur. 3 listopada 1926 w Warszawie, zm. 29 listopada 2004) – polski historyk, działacz katolicki i publicysta, poseł na Sejm II kadencji.

## Życiorys
W okresie okupacji był żołnierzem Armii Krajowej. W 1949 ukończył studia na Wydziale Prawa Uniwersytetu Warszawskiego. Na początku lat 50. był sekretarzem zarządu przymusowego Caritasu i sekretarzem Komisji Intelektualistów i Działaczy Katolickich.
Do 1956 działał w Stowarzyszeniu „Pax”, z którego odszedł m.in. z Tadeuszem Mazowieckim. Współtworzył miesięcznik „Więź” i Klub Inteligencji Katolickiej. Współpracował z Polskim Porozumieniem Niepodległościowym. Podczas wydarzeń sierpniowych w 1980 przyłączył się do skierowanego do władz komunistycznych apelu 64 naukowców, literatów i publicystów o podjęcie dialogu ze strajkującymi robotnikami. W 1981 desygnowany na stanowisko redaktora naczelnego pisma „Solidarności” Rolników Indywidualnych, które nigdy nie powstało. W okresie stanu wojennego był jednym z doradców prymasa Józefa Glempa, zasiadał w Prymasowskiej Radzie Społecznej. Jako historyk opublikował kilkanaście książek, głównie na temat II Rzeczypospolitej. Jest także autorem pierwszej biografii kardynała Stefana Wyszyńskiego.
W 1993 został wybrany na posła II kadencji z listy Polskiego Stronnictwa Ludowego z Warszawy. Odszedł z klubu parlamentarnego tej partii, pozostając posłem niezrzeszonym.
W 2006 dziennik „Rzeczpospolita” podał, że Andrzej Micewski przez dziesięć lat (od połowy lat 70.) współpracował ze Służbą Bezpieczeństwa pod pseudonimami Michalski i Historyk.

## Odznaczenia i wyróżnienia
Odznaczony Krzyżem Oficerskim (1969) i Krzyżem Kawalerskim (1955) Orderu Odrodzenia Polski oraz Złotym Krzyżem Zasługi (1954). W 1994 uhonorowany dziennikarską Nagrodą im. Bolesława Prusa. W 1998 otrzymał Nagrodę Publicystyczną im. Juliusza Mieroszewskiego.